# Assistente sociale
Un assistente sociale, nei vari ordinamenti giuridici, è un professionista che opera nel campo del lavoro sociale (social work) e dei servizi sociali.

## Storia
Con l'affermazione progressiva della famiglia come gruppo sociale intermedio, si diffusero i primi sistemi rudimentali di mantenimento, per esempio l'adozione nell'antica Roma. Con la diffusione del cristianesimo, a causa del complesso apparato amministrativo che molti vescovi si ritrovarono a gestire, fu necessario affiggere un albo, che comprendeva i nominativi di donne, principalmente vedove o diaconesse, selezionate secondo determinati requisiti e che non si occupavano solo di elemosine, bensì di «tutti i problemi connessi con l'indigenza così come si intende il servizio sociale».
Le vedove erano alle dirette dipendenze dei diaconi anch'essi dediti al servizio della carità. Nel 787 d.C. fu fondato a Milano il primo brefotrofio. Durante il medioevo i servi della gleba venivano nutriti e curati dal feudatario locale mentre con l'avvento dell'età moderna a causa dell'abolizione dei feudi nasceva il lavoro salariato. Sempre durante il medioevo occorre accennare alla fioritura di monasteri che diventano sempre più un punto di riferimento per i poveri in fuga delle campagne. A partire dal XV secolo, che chiude l'avvio a una nuova fase economica, i governi locali tentano di regolare l'economia a discapito dei gruppi di interesse quali le gilde e le corporazioni delle arti e dei mestieri.
In età moderna, con l'affermarsi e il rafforzarsi dello Stato nazionale laico e l'estensione dell'industria manifatturiera, il lavoro divenne usurante e si estesero anche al resto d'Europa i principi dell'ideologia liberale e del controllo sociale della povertà . Quindi venne autorizzata una politica custodialistica il cui costo doveva gravare sui poveri stessi: sorsero una serie di edifici tra cui ospizi, manicomi e case di lavoro da cui le persone non potevano più licenziarsi. La secolarizzazione cioè il processo di trasformazione delle forme di vita religiosa a quella di tipo laica, fu accelerata con la soppressione degli ordini religiosi, prima e dopo la rivoluzione francese, e dal movimento illuminista che insisteva sul diritto all'assistenza, sulla proibizione dell'elemosina e sul mutamento della carità privata all'assistenza pubblica.
Il passaggio dall'assistenza privata a quella pubblica avviene durante il XIX secolo quando sulla spinta degli ideali dell'illuminismo europeo si giunse a istituzionalizzare l'assistenza assicurando da una parte i servizi essenziali alla persona e allo stesso tempo ponendo sotto controllo il comportamento degli assistiti. In questo modo il servizio sociale assistenziale passa dal monopolio ecclesiastico alla competenza dello Stato laddove la figura del responsabile della cura non è più la religiosa ma l'assistente laico, cioè l'antenato storico dell'attuale figura dell'assistente sociale.
La gestione della beneficenza durante l'occupazione francese diventa uno dei mezzi per assicurare il consenso: l'istituzione di pensioni a invalidi e vedove di guerra, la fondazione di orfanotrofi e ospedali militari, la costituzione di un fondo pensioni attraverso trattenute su tutti gli stipendi dimostrano come si tendesse a proteggere proprio quei ceti, borghesi civili e militari, che avevano sostenuto la politica napoleonica.
Il legislatore perciò ebbe bisogno di uomini (e donne) che mediassero per suo conto con l'elettorato. A tale scopo nel 1806 si istituì a Napoli il Ministero dell'interno con compiti di vigilanza sugli stabilimenti di beneficenza. Nel 1809 il Consiglio generale di amministrazione degli ospizi, composto da tre cittadini e dall'intendente come presidente, sostituì nelle funzioni il Tribunale misto del Concordato del 1741.
Il concetto di “assistenza” fu introdotto da Cesare Correnti nel 1848, l'adozione del termine “servizio” avvenne su emulazione degli stranieri, e più precisamente dalla "I Conferenza internazionale di servizio sociale" che si svolse a Parigi: «Il servizio sociale è, secondo la definizione di Guy de Mechois, l'arte che utilizza la conoscenza e la scienza delle relazioni umane e l'abilità di stabilirne, per mobilitare le capacità proprie a ogni soggetto, a ogni gruppo e all'insieme degli uomini in vista del più grande benessere di tutti».
Con l'approvazione della legge 17 luglio 1890 n. 6972 (detta "legge Crispi" dal suo promotore Francesco Crispi) si accentuò notevolmente l'intervento dello Stato nella vita delle opere pie che divennero in seguito a ciò "Istituzioni di pubblica assistenza e beneficenza" (IPAB). Inoltre fu istituito il cd. "domicilio di soccorso" che stabiliva, nel caso di cambio di residenza, quale tra i due comuni di residenza e di origine dell'interessato sia tenuto a prestare l'assistenza.
Quando lo Stato assunse le funzioni relative all'assistenza pubblica, in Europa già sul finire del XIX secolo, e in Italia nel primo dopoguerra, si delineò la possibilità di introdurre delle prove selettive ai fini dell'accesso e della conclusione dei cicli di studi. «A questa necessità fa fronte il Partito Nazionale Fascista che nel 1928, con la collaborazione della Confederazione dell'Industria, istituisce presso Gregorio al Celio in Roma la prima scuola per assistenti sociali di fabbrica con lo scopo di preparare tecnicamente e spiritualmente il personale femminile che è chiamato a svolgere nelle fabbriche una delicata opera di assistenza sociale ai lavoratori».
Risulta che, oltre a Gregorio al Celio, un'altra scuola fu operativa per breve tempo organizzato dall'Istituto italiano per l'assistenza sociale a Milano in via Piatti, 4 diretta da Paolina Tarugi svolgendo il servizio sociale «a favore delle donne dei combattenti che erano state assunte al lavoro nei posti lasciati liberi dagli uomini sotto le armi».
Le assistenti sociali trovarono collocazione presso le aziende (media e grande industria), presso gli enti parastatali quali l'ONMI (opera nazionale maternità infanzia) che raccoglieva tutte le competenze del settore dell'infanzia, presso il Tribunale per i Minorenni e gli Istituti di osservazione (a partire dal 1934), presso gli enti pubblici assicurativi quali INPS, INAIL, INAM, ICIAP ed ENAOLI:
«La nostra legislazione […] è costituita dal complesso delle norme giuridiche che riguardano l'assistenza, la previdenza e il servizio sociale: protezione per la maternità e infanzia, assicurazioni contro gli infortuni, assicurazione contro la vecchiaia, l'invalidità, malattia, disoccupazione involontaria, mutualità scolastica, collocamento dei disoccupati, istituzioni di assistenza e previdenza, Opera Nazionale Dopolavoro, scuole secondarie di avviamento professionale». Al 31 dicembre del 1942 il servizio sociale esisteva in 1308 fabbriche in favore di 900.000 operai.
L'assistenza non si limitò al settore industriale. Fin dal 1935 gli uffici distrettuali di servizio sociale ubicati presso gli istituti di patronato si occuparono del servizio sociale per minorenni di condotta irregolare, ovvero abbandonati o fermati dalla pubblica sicurezza o comunque in attesa di provvedimento dell'autorità giudiziaria che era assolto e comunque non ritenuto socialmente pericoloso era affidato alle case di rieducazione tramite gli Udss, i più pericolosi invece erano relegati nei riformatori cioè il carcere minorile.
Con la proclamazione dell'Impero il regime fascista assunse un atteggiamento antagonista verso la Chiesa, e infatti la legge 03-06-1937 n. 847 cambiava la denominazione di congregazione di carità con quella di Ente Comunale di Assistenza. Dopo l'8 settembre 1943 molte assistenti sociali continuarono a lavorare gratuitamente e con spirito di abnegazione. Si legge nel verbale della Repubblica dell'Ossola il 07.10.44 della nomina di un commissariato all'assistenza presieduto da Amelia Valli con funzioni di cura e di relazioni pubbliche con le mutue, le assicurazioni e le organizzazioni assistenziali e culturali di lavoratori.
Nel 1945 la Scuola Superiore di Assistenza Sociale Onarmo riceve in consegna l'eredità di quella di Gregorio al Celio. Nel 1948 l'assistenza sociale fu riconosciuta come diritto dei cittadini e fu disciplinata dall'art. 38 della Costituzione. Leggendo gli atti dell'Assemblea Costituente non si trovano quasi mai termini come assistenti sociali o  operatori sociali eccetto in riferimento agli enti privati: «tutti i professionisti sentono il bisogno di godere della fiducia dei propri assistiti, come del pari gli enti e gli assicurati sentono il bisogno di scegliere i professionisti in base al merito», si intende invece la disciplina quasi sempre alla stregua di solidarietà sociale tra cittadini (art. 3), in tale cornice rimane imprigionata la figura dell'assistente sociale, non ancora inquadrato legalmente, perché considerato un soggetto di diritto privato.
I costituenti decisero di conseguenza di esprimere il medesimo concetto con «dizioni diverse» e più precisamente nell'art. 38 dove si legge “assistenza” e nell'art. 117 dove si legge “beneficenza”. La differenza è che «mentre la beneficenza ha sempre scopo di riparazione, l'assistenza avrebbe scopo di prevenzione e si avvicinerebbe alle varie forme di previdenza». Precedentemente «il mantenimento degli inabili al lavoro ha sempre trovato la sua disciplina giuridica nella legge di pubblica sicurezza» e nel codice civile artt. 2114 e 2123. Secondo Ferdinando Terranova «le leggi che il fascismo ha posto in essere sono conservate intatte nell'ordinamento giuridico post-fascista». Nel 1949 fu avanzata la proposta di istituire un Ministero di assicurazioni sociali “che mira all'unificazione di tutte le istituzioni di protezione sociale”.
Negli anni cinquanta gli assistenti sociali sono all'incirca 1100 dei quali circa 500 usciti dalla scuola di Gregorio al Celio dal 1928 al 1943, oltre 350 diplomati dalle diverse scuole nel quinquennio 1946-50 e 250 e forse più i non diplomati». Tuttavia «il processo di ideologizzazione politica per la categoria degli assistenti sociali, può essere fatto risalire al momento in cui gli studenti di alcune scuole di servizio sociale, parallelamente ad altri movimenti di opinione, iniziarono a porre in atto delle strategie di contrasto alla cultura dominante, nonché per crearsi degli spazi autonomi all'interno delle relative strutture scolastiche»..
Negli anni settanta il servizio sociale, quindi, vive un momento di crisi in quanto, nel tentativo di assumere pattern di rivendicazione sociale, si ritrova politicizzato e condizionato da ideologie utopistiche e illiberali. «L'ambiguità della professione si manifesta anche quando alcuni assistenti sociali impegnati politicamente vogliono fare la rivoluzione strumentalizzando gli utenti senza impegnarsi a coinvolgere nel processo di giuste rivendicazioni, le forze democratiche e sindacali che possono concretamente sostenere e difendere i diritti di chi è emarginato». «La politicizzazione indiscriminata di ampi settori della professione, che avvenne in quegli anni, comportò la crisi del ruolo professionale e il rifiuto delle tecniche tradizionali del lavoro sociale, con il conseguente blocco di qualsiasi processo di professionalizzazione».
Nuovi aggiornamenti si ebbero negli anni ottanta e anni novanta, prima con il riconoscimento legale del diploma universitario triennale in servizio sociale (D.U.S.S.), ossia del diploma triennale di assistente sociale riconosciuto ai sensi del DPR 15 gennaio 1987, e delle modifiche apportate dal D.P.R. 5 luglio 1989, n. 280. Con le riforme degli enti locali e l'istituzione nel 1992 delle Aziende Sanitarie Locali riformate con decreti legislativi del 1992 e 1999. Il 23 marzo del 1993 con legge n.84 è, inoltre, istituito l'Ordine degli Assistenti Sociali, che successivamente approva il relativo Codice Deontologico.
Una legge quadro, che definisse l'assistenza sociale come obbligatoria per assicurare un livello minimo dignitoso della vita indistintamente, è arrivata solo nel 2000 (Legge 8 novembre 2000, n. 328 "Legge quadro per la realizzazione del sistema integrato di interventi e servizi sociali"). Diverse regioni italiane si sono dotate di norma ad hoc, per esempio nella Regione Marche venne emanata la legge regionale 13 del 20 giugno 2003 che istituì l'Azienda Sanitaria Unica Regionale altrimenti detta ASUR.

## Descrizione e caratteristiche
Svolge la propria attività nell'ambito della comunità, a favore di individui, gruppi e famiglie, per prevenire e risolvere situazioni di bisogno, aiutando gli individui nell'utilizzo personale e sociale delle risorse, organizzando e promuovendo interventi e servizi e adattandoli alle particolari situazioni di bisogno, con particolare attenzione alle esigenze di autonomia e responsabilità delle persone, in un'ottica di valorizzazione di tutte le risorse della comunità. Ha il compito di valorizzare la persona, la soggettività, la capacità di assunzione di responsabilità, li sostiene nell'uso delle risorse proprie e della società nel prevenire e affrontare situazioni di bisogno o di disagio e nel promuovere ogni iniziativa atta a ridurre i rischi di emarginazione.

## Nel mondo

### Italia
L'assistente sociale è un professionista che opera con autonomia tecnico-professionale e di giudizio in tutte le fasi dell'intervento per la prevenzione, il sostegno e il recupero di persone, famiglie, gruppi e comunità in situazione di bisogno e di disagio e può svolgere attività didattico-formative, per l'esercizio dell'attività è inoltre necessario iscriversi ad apposito albo professionale, istituito nel 1993. Le prerogative, sono stabilite dalla legge 23 marzo 1993 n. 84 e dal Decreto del Presidente della Repubblica 5 giugno 2001, n. 328. La suddivisione in due sezioni – A “Assistente sociale specialista” B “Assistente sociale” dell'Albo Professionale non ha, a oggi, trovato riscontri, se non in casi isolati, nello svolgimento dell'attività professionale.
Non è raro l'impiego dell'A.S.S. a livello medio-alto (dirigenza nel settore amministrativo e contabile, settore socio-sanitario, incarichi di "alta" professionalità) presso gli Enti Locali e in genere nella Pubblica Amministrazione, oppure negli organismi di controllo (es. Uffici Controllo Interno di Gestione, Revisori del Conto, Commissioni mediche di verifica di cui alla legge 104/1992 riguardante gli invalidi civili ecc.
Ciò si desume non solo dai contratti collettivi nazionali di lavoro (Comparto della Sanità) ove è ormai acquisita la dirigenza per gli assistenti sociali laureati nell'area dei servizi sociali, ma anche da leggi di settore nonché dai pareri favorevoli espressi dal Consiglio Universitario Nazionale al MIUR, quando in occasione della partecipazione a pubblici concorsi non ha negato l'equiparazione della laurea in Servizio Sociale (corso quadriennale) alle lauree in Scienza della Politica, Giurisprudenza, Sociologia e Scienza dell'Amministrazione conseguite ai sensi della legge n. 341/1990.

#### Disciplina normativa
La figura non aveva mai avuto un pieno riconoscimento giuridico: infatti gli assistenti sociali erano essenzialmente dei privati. Inoltre non erano previsti particolari titoli né competenze.
Con l'emanazione del Decreto del presidente della Repubblica 15 gennaio 1987 n. 14, a partire da quello stesso anno divenne obbligatorio conseguire apposita abilitazione mediante il superamento di un esame. Diventava così necessario, per potere essere definiti assistenti sociali, il conseguimento di apposito diploma, sulla base dell'art. 9 del D.P.R. 10 marzo 1982 n. 162. Il D.P.R. introdusse il requisito del conseguimento di diploma universitario rilasciato dalle scuole dirette ai fini speciali universitarie, il quale costituisce l'unico titolo abilitante per l'esercizio della professione di assistente sociale.(art. 1). Tuttavia esso riconosceva efficacia giuridica al diploma di assistente sociale, comunque conseguito precedentemente all'entrata in vigore del citato decreto. (art. 4).
Inoltre, un apposito regolamento sull'esame di stato per l'abilitazione all'esercizio della professione di assistente sociale venne emanato solo verso la fine degli anni novanta del XX secolo con decreto del MIUR n.155/1998, quindi si presume che fossero abilitati de iure tutti gli studenti che si erano diplomati nelle scuole superiori di servizio sociale, cd. scuole dirette a fini speciali.
L'art. 3 della tab. XLIV allegata al decreto MURST del 23 luglio 1993 (pubblicato G.U. -serie speciale- n.118 del 23 maggio 1994) aveva disposto che ai fini del proseguimento degli studi il corso di diploma universitario in Servizio Sociale (D.U.S.S.) era riconosciuto affine ai corsi di laurea in Sociologia e Scienze Politiche. Per diventare assistente sociale a partire dal 1990 divenne necessario conseguire un diploma universitario, secondo la legge 19 novembre 1990, n. 341. La professione venne riconosciuta tale ai sensi della legge 23 marzo 1993 n. 84 (Ordinamento della professione di Assistente Sociale e istituzione dell'Albo professionale).
Il corso di studio in Scienze del servizio sociale (in alcuni atenei detto semplicemente Servizio Sociale), quale corso di laurea a tutti gli effetti, era stato istituito ex D.M. MIUR 3 novembre 1999 n. 509.

#### Formazione
La professione dell'assistente sociale può essere esercitata in forma autonoma o di rapporto di lavoro subordinato. Nella collaborazione con l'autorità giudiziaria, l'attività dell'Assistente Sociale ha esclusivamente funzione tecnico-professionale.
Per l'iscrizione di cittadini extracomunitari negli albi professionali si veda l'art. 26 del d.lgs 25 luglio 1998 n. 286.
Il percorso formativo dell'assistente sociale è strutturato su più livelli:
- scuola secondaria superiore: diploma di liceo socio-psicopedagogico (facoltativo)
- laurea triennale (obbligatorio per l'accesso alla sezione B dell'Albo)
- master di primo livello (facoltativo)
- laurea magistrale (obbligatorio per l'accesso alla sezione A dell'Albo)
- master di secondo livello (facoltativo)
- dottorato di ricerca (formalmente non obbligatorio, ma de facto necessario per accedere alla carriera di docente)

Sviluppo storico della formazione professionale dell'assistente sociale:
| Periodo   | Istituto                                                     | Esame di Stato |
| --------- | ------------------------------------------------------------ | -------------- |
| 1920-1927 | Istituto italiano di igiene, previdenza e assistenza sociale | No             |
| 1928-1943 | Scuola Superiore di Servizio Sociale di Gregorio al Celio    | No             |
| 1945-1975 | Consorzi di enti (Unsass, Ensiss, Onarmo, Cepas, etc.)       | No             |
| 1976-1990 | Scuole Dirette a Fini Speciali                               | No             |
| 1991-1999 | L. 341/90 Diploma Universitario                              | Sì             |
| 2000-2007 | DM 509/99 laurea triennale e specialistica (3+2)             | Sì             |
| 2007-2019 | DM 270/04 laurea triennale e magistrale (3+2)                | Sì             |
| 2020-oggi | DM 270/04 laurea triennale e magistrale (3+2)                | Sì             |

#### Attività
L'assistente sociale generalmente opera in aree di conoscenza scientificamente fondate all'interno delle scienze sociali.
Gli interventi dell'assistente sociale, in generale, si possono distinguere a seconda dei ruoli:
- ruolo tecnico: funzioni inerenti ai servizi di ricerca, assistenza tecnica e sociale. Svolgono attività volta a fornire elementi di giudizio, applicando principi e metodi propri di scienze, arti e discipline tecniche o un'attività di natura tecnico professionale, sempre che manchino i requisiti per l'inquadramento nel ruolo professionale;
- ruolo professionale: mansioni proprie della loro professione con piena autonomia pur nel rispetto degli obblighi derivanti della natura del rapporto di pubblico impiego che è un rapporto di lavoro subordinato[31].

Sono molteplici le aree di intervento che possono coinvolgere un assistente sociale. Il lavoro di questo professionista può essere svolto sia nell'ambito sociale o integrato con la sanità, sia nel settore amministrativo e contabile della P.A.. Le principali categorie di utenza che frequentano i servizi sociali sono:
- minori
- persone con problematiche psicosociali (tossicodipendenze di ogni tipo, salute mentale, ecc.)
- disabili
- immigrati
- anziani
- famiglie in difficoltà
- persone con a carico pene detentive alternative.

L'assistente sociale può operare in diversi settori ed enti sia pubblici che privati. Tra questi ricordiamo:
- enti di ricerca e di formazione (università, fondazioni, istituti di cultura superiore, scuola secondaria superiore, etc.);
- enti di integrazione socio-sanitaria, tra cui:
  - consultorio,
  - unità multidisciplinari per l'età evolutiva (UMEE) e unità multidisciplinari per l'handicap dell'età adulta (UMEA),
  - dipartimenti di salute mentale (DSM),
  - servizio per le tossicodipendenze,
  - Unità valutative distrettuali e geriatriche (UVD e UVG),
  - azienda sanitaria locale, azienda ospedaliera;
- enti di risocializzazione:
  - C.T.U. presso Tribunale per i minorenni;
  - Ministero della giustizia (ufficio servizi sociali minorenni -USSM- e servizio sociale adulti - UEPE, Ufficio Esecuzione Penale Esterna-)
  - comunità di accoglienza
  - amministrazione penitenziaria
- enti locali:
  - Ministero dell'interno/prefettura, ecc.
  - regione, provincia, comune e altri enti locali
  - strutture residenziali e semi-residenziali per anziani, adulti, inabili e minori,
  - organizzazioni del terzo settore (o privato sociale), cooperative, fondazioni, associazioni, impresa sociale, centri sociali
  - libero professionista (anche come ricercatore in proprio, associato oppure convenzionato con enti pubblici e privati di ricerca sociale e di servizio sociale)
  - centri per l'impiego (inserimento lavorativo dell'utenza svantaggiata).

#### Retribuzione
Retribuzione in percentuale:
| Reddito       | Assistente sociale | Coordinatore | Dirigente | Totale |
| ------------- | ------------------ | ------------ | --------- | ------ |
| Fino a 1.000  | 31,3               | 15,3         | 3,7       | 26,4   |
| 1.001 a 2.000 | 60,5               | 57,4         | 25,9      | 58,5   |
| Oltre 2.000   | 8,1                | 27,3         | 70,4      | 15,1   |
| Totale        | 100                | 100          | 100       | 100    |

#### Il dibattito sulla figura
È stato osservato, riguardo all'utilizzo del termine, che:
«Innanzi tutto osserviamo che si è scelto il sostantivo assistente invece che consigliere o consultore o consulente. La ragione è che l'assistente sociale non si limita solo a consigliare ma opera e coopera insieme al soggetto assistito sia singolo che come gruppo. Ecco perché l'assistente è anche denominato operatore sociale o lavoratore sociale e la sua attività si richiama a un servizio. […] L'appellativo si giustifica da una parte che è posto dalla società (lo Stato) e dall'altra che persegue fini sociali»
Desta comunque perplessità il fatto che l'assistente sociale sia una professione di tipo intellettuale. Si potrebbe aggiungere ancora che alcune professioni come l'avvocato e il medico sono denominate “intellettuali” dal codice civile, mentre l'assistente sociale ha ottenuti i propri riconoscimenti in base a decreti legge quindi in ambito di diritto pubblico. È chiara, dunque, la prevalenza dell'elemento pubblico nel servizio sociale.
Nel servizio sociale le conoscenze tendono a essere eclettiche, cioè attingono da una serie di modelli e teorie di diverse discipline accademiche e professionali. Si distinguono, tra l'altro, in:
- teorie psicodinamiche, derivate da Sigmund Freud, i cui concetti fondamentali sono il determinismo psichico (le azioni derivano da processi di pensieri interni alle persone) e l'inconscio (un'attività mentale latente). I modelli derivanti da tali teorie per il servizio sociale sono il case-work e il group-work che pongono la loro attenzione sull'individuo e adottano un approccio positivo.
- teorie behavioriste, che si concentrano sui pattern osservabili e utilizza teorie dell'apprendimento per analizzare e modificare il comportamento. Le teorie comportamentiste sono criticate per l'eccessivo meccanicismo e la discutibile eticità perché si focalizzano sugli obiettivi a discapito dei mezzi, es. modello task-oriented (L. Epstein);
- teorie cognitive, si riferiscono all'attività mentale delle persone e tende a utilizzare spiegazioni che si basano sul controllo razionale del comportamento delle persone, es. modello problem solving (H. Perlman);
- teorie eco-sistemiche, enfatizza l'adattabilità dell'uomo al suo ambiente e l'interazione con i fattori esogeni, es. modello di rete (L. Sanicola), modello unitario (H. Goldenstein), modello integrato (A. Pincus);
- teorie fisionomiche, derivate da Cesare Lombroso, si basano sulle caratteristiche biologiche ereditate dall'individuo, es. modello scientifico (F. Taylor), rating assessment (C. Bedaux).
- teorie prospettiche, offrono un modo di considerare il mondo e cambiare sé e il sociale. In particolare il modello del counselling, a opera di Rogers è focalizzato sulla relazione counselor-utente, accentua la non direttività dell'approccio e la considerazione asserativa dell'utente.

Secondo Annalisa Zambotti, l'assistente sociale specialista è competente in: